# Reinhard Rael Wissdorf
Reinhard Rael Wissdorf (* 1959 in Speyer) ist ein deutscher Schriftsteller und Musiker.

## Werdegang
Im Alter von elf Jahren schrieb und inszenierte Wissdorf ein kleines Theaterstück während eines Sommerurlaubs. Seine Jugend hindurch verfasste er Kurzgeschichten und Fantasymärchen für  Freunde und Schulkameraden. Sein Berufsweg führte ihn aber zunächst zur Musik. Er studierte Konzertgitarre und Tonsatz an der Akademie für Tonkunst Darmstadt sowie elektrische Gitarre und Improvisation an der Jazz-Werkstatt Darmstadt bei Eddy Marron und Peter Giger. 1982–1983 war er als Berufsmusiker bzw. Bühnenmusiker u. a. für das Staatstheater Darmstadt tätig. Für das Saarländische Landestheater Saarbrücken komponierte er die Bühnenmusik zu einer Inszenierung von Heiner Müllers Quartett und war zudem in der Darmstädter Rockszene aktiv.
1985 wandte er sich wieder dem Schreiben zu. Bis 1992 war er stellvertretender Chefredakteur der Zeitschrift Filmfaust sowie als freier Redakteur für die Magazine Skyline (Frankfurt am Main) und Accent (Konstanz) tätig.
Von 1993 bis 1996 war er Mitinhaber einer Computerspieleschmiede in Frankfurt am Main und San Diego und schrieb Story und Musik zum 3D-Shooter Skaphander. Zusammen mit seinem Geschäftspartner J.C. Lotter veröffentlichte er ein Sachbuch über die Game-Engine Acknex.
 Seit 1999 verfasste er zwei Kriminalromane, diverse Fantasyromane, mehrere Kurzgeschichtenbände und gab zwei Anthologien mit Weihnachtskrimis heraus (zusammen mit Belinda Rodik). Sein satirisches Theaterstück, Hiob - eine göttliche Komödie, wurde 2008 vom Wasserturm-Theater in Köln uraufgeführt.
Rael Wissdorf ist auch als Komponist von Filmsoundtracks für Machinimas tätig. Unter anderem schrieb und produzierte er den Soundtrack zum Machinima Misgiving von Glasz de Cuir, 2013.

## Werke (Auswahl)
- Game-Studio 3D. Sachbuch. (mit J.C. Lotter), tewi-Verlag, München 1996, ISBN 3-89362-438-4.
- Shabu. Kriminalroman. Elefanten Press Verlag, Berlin 1999, ISBN 3-88520-910-1.
- Downtown. Kriminalroman. (mit Johann C. Lotter), Emons Verlag, Köln 2001, ISBN 3-89705-202-4.
- Weihnachtszauber. Anthologie. (Hrsg. mit Belinda Rodik), Bastei-Lübbe, Bergisch Gladbach 2001, ISBN 3-404-14630-1.
- Schlaf in himmlischer Ruh. Anthologie. (Hrsg. mit B. Rodik), Wittig, Kiel 2003, ISBN 3-8048-4476-6.
- Nachwort zu Jack London „Die Zwangsjacke“. Axel Dielmann Verlag, Frankfurt/M. 2003, ISBN 3-933974-08-9.
- Phoenix Embers - Meditation. Audio-CD. Isee New Media/Vistano, Frankfurt/M. 2006, EAN 4000098200241.
- Yanthalbor. Fantasy Roman. Metaworlds Publications, Ulm 2012, ISBN 978-1-4716-4778-9.
- Hawks Effect: One Last Con. SciFi-Serie. (mit Nicholas Hede und Frank J. Williams III), Trivocum Verlag, Egling 2017, ISBN 978-3-96111-460-3.
- Das Vermächtnis des Drachenlords. Eine Geschichte der Höhlenwelt-Saga. Fantasy. Trivocum Verlag, Egling 2020, ISBN 978-3-946797-34-0

## Auszeichnungen
- Autorenpreis der BvB Bergen-Enkheim, 1994
- 1. Preis des Machinima Wettbewerbs „Art of the Artists“ des MachinUWA der Universität von West-Australien, 2010.